# Sergej Ol'šanskij
Sergej Petrovič Ol'šanskij (in russo Сергей Петрович Ольшанский?; Mosca, 28 maggio 1948) è un ex calciatore sovietico dal 1991 russo, di ruolo difensore.